# Tephrosia oxygona
Tephrosia oxygona är en ärtväxtart som beskrevs av John Gilbert Baker. Tephrosia oxygona ingår i släktet Tephrosia och familjen ärtväxter.

## Underarter
Arten delas in i följande underarter:
- T. o. lactea
- T. o. oxygona